# Youssouf Saleh Abbas
Youssouf Saleh Abbas (Abéché, 1953) è un politico ciadiano.
È stato Primo ministro del Ciad dall'aprile 2008 al marzo 2010.